# Indonéz sertésborz
A indonéz sertésborz (Mydaus javanensis) az emlősök (Mammalia) osztályának a ragadozók (Carnivora) rendjébe, ezen belül a bűzösborzfélék (Mephitidae) családjába tartozó faj.

## Elterjedése
Szumátra, Borneó és Jáva szigetein fordul elő. Borneó politikai megosztottsága miatt három állam Indonézia, Malajzia és Brunei területén is honos.

## Megjelenése
Az indonéz sertésborz hasonlít a borzformák alcsaládjának fajaira. Testhossza 37–51 cm. Testtömege 1.40-3.60 kg.

## Életmódja
Éjjel aktív. Tápláléka férgek, rovarok, lárvák, madártojások, dögök és növények.

## Szaporodása
A nőstény a kotorékában hozza világra 2-3 kölykét.